# Kærup (Janderup Sogn)
 For alternative betydninger, se Kærup. (Se også artikler, som begynder med Kærup)
Kærup er en lille landsby i Sydvestjylland, beliggende 3 km nord for Janderup som den hører under postdistriktsmæssigt med postnummeret 6851. Det var tidligere et selvstændigt sogn med egen skole, købmand og bank. Banken, Kærup Andelskasse, blev først i det nye årtusinde lagt sammen med Andelskassen i Janderup og hedder i dag Kærup og Janderup Andelskasse.
Skolen som fungerede som selvstændig skole frem til 1964, blev herefter en del af skolesamarbejdet omkring Janderup Skole sammen med Hyllerslev. Skolen havde 3. og 4. klasse mens det øvrige klasser var fordelt på det to andre skoler. I 1970 nedlagde man Kærup skole og flyttede alle eleverne til Janderup skolen. Skolen blev herefter solgt til en privat. Den havde i mange år stadig en gymnastiksal, som blev brugt af områdets beboere til byfester. Den brændte ned i 2010 og er efterfølgende jævnet med jorden.
Købmandsforretningen fungere helt frem i 70'erne hvorefter den lukkede. Den sidste ejer bor fortsat i huset. Da banken lukkede blev der doneret nogle penge til lokalsamfundet og disse penge blev brugt, sammen med en række indsamlede midler, til at bygge et Beboer Hus for Kærup Beboerforening.
Ca. 1 km fra byskiltet ligger DONG Energy Nybro Gas behandlingsanlæg. Det er her alt gassen fra Nordsøen kommer ind og bliver videre distribueret. Der brænder en stor flamme på en høj mast døgnets 24 timer. Hver nytårsaften ved midnat får den lige lidt ekstra gas som markering af det nye år
|  | Denne artikel om lokaliteten Kærup (Janderup Sogn) kan blive bedre, hvis der indsættes et (bedre) billede. Du kan hjælpe ved at afsøge Wikimedia Commons for et passende billede eller lægge et op på Wikimedia Commons med en af de tilladte licenser og indsætte det i artiklen. |

55°39′00″N 8°21′31″Ø / 55.65°N 8.3586°Ø